# Catherine Arscott
Catherine Arscott (ur. 31 maja 1982) – australijska judoczka.
Uczestniczka mistrzostw świata w 2007 i 2009. Startowała w Pucharze Świata w latach 2011-2014. Piąta na igrzyskach wspólnoty narodów w 2014. Zdobyła pięć medali na mistrzostwach Oceanii w latach 2006 - 2014. Mistrzyni Australii w 2007, 2008 i 2011 roku.